# Hiroko Takenishi
Hiroko Takenishi (竹西 寛子, Takenishi Hiroko), née le 11 avril 1929 à Hiroshima, préfecture d'Hiroshima, est une écrivaine japonaise, membre de l'Académie japonaise des arts.

## Biographie
Hiroko Takenishi naît dans une famille de brasseurs. Son enfance est très fortement marquée par la Seconde Guerre mondiale. Pendant la guerre, elle fréquente l'école publique d'Hiroshima-Minami (広島県立広島皆実高等学校) et accomplit à la fin de la guerre le service du travail dans une usine de munitions. Le largage de la bombe atomique de 6 août 1945 détruit sa ville natale et une grande partie de son monde. Le centre de l'explosion se trouve à 2,5 km de son domicile, sa santé se détériore et beaucoup de ses camarades de classe sont tués. Cette expérience est la cause et l'objet de sa création littéraire.
Elle achève ses études de littérature japonaise à la prestigieuse université Waseda en 1952. En 1957, elle commence à travailler pour la maison d'édition Chikuma Shobō (株式会社筑摩書房). En 1962, elle renonce à son emploi dans l'édition afin de se consacrer exclusivement à sa carrière littéraire.
Parmi ses ouvrages les plus importants on recense la critique Ōkan no ki ainsi que les deux romans Kangensai et Zōtō no Uta, dans lesquels elle relate son expérience de la bombe atomique. Takenishi a reçu pour son œuvre littéraire un certain nombre de prestigieux prix littéraires.

## Prix et distinctions
- 1964 : Prix Toshiko-Tamura pour Ōkan no ki - Nihon no koten ni omou (往還の記 - 日本の古典に思う?)
- 1973 : Prix Taiko-Hirabayashi pour Shikishi-naishinnō, Eifuku-mon’in (式子内親王・永福門院?)
- 1978 : Prix de littérature féminine pour Kangensai (管絃祭?)
- 1981: Prix Kawabata pour Heitai yado (兵隊宿?)
- 1986 : Prix Mainichi de la culture pour Yamagawa Tomiko (山川登美子?)
- 2003 : Prix Noma pour Zōtō no Uta (贈答のうた?)

## Ouvrages
- 1964 : Ōkan no ki - Nihon no koten ni omou (往還の記 - 日本の古典に思う?)
- 1967 : Genji Monogatari-ron (源氏物語論?)
- 1969 : Gishiki (儀式?)
- 1970 : Hito to kiseki: 9-nin no josei ni toku (人と軌跡 9人の女性に聴く?)
- 1973 : Shikishi-naishinnō, Eifuku-mon’in (式子内親王・永福門院?)
- 1974 : Mono ni oeru nichi (ものに逢える日?)
- 1975 : Koten nikki (古典日記?)
- 1975 : Tsuru (鶴?)
- 1976 : Gendai no bunshō (現代の文章?)
- 1978 : Kangensai (管絃祭?)
- 1980 : Aisuru to iu kotoba (愛するという言葉?)
- 1981 : Kogo ni kiku (古語に聞く?)
- 1982 : Heitai yado (兵隊宿?)
- 1982 : Watashi no heian bungaku (私の平安文学?)
- 1986 : Yamagawa Tomiko (山川登美子?)
- 1988 : Haiku ni yomareta hana (俳句によまれた花?)
- 1989 : Nihon no joka (日本の女歌?)
- 2003 : Zōtō no Uta (贈答のうた?)

## Source de la traduction
- (de) Cet article est partiellement ou en totalité issu de l’article de Wikipédia en allemand intitulé « Takenishi Hiroko » (voir la liste des auteurs).